# Atanazyn
Atanazyn is een plaats in het Poolse district  Chodzieski, woiwodschap Groot-Polen. De plaats maakt deel uit van de gemeente Szamocin en telt 240 inwoners.